# Gelbe Seiten
Gelbe Seiten sind ein nach Branchen sortiertes Telefon- und Adressverzeichnis.

## Begriff
In mehr als hundert Ländern weltweit werden Branchenbücher unter dem Begriff „Gelbe Seiten“ in der jeweiligen Landessprache herausgegeben. Nur in Australien und Neuseeland ist der englische Begriff Yellow Pages noch von den ehemaligen staatlichen Telekommunikationsgesellschaften geschützt und wird für die Bereitstellung von Branchenverzeichnissen benutzt. Im Januar 2011 hat das Harmonisierungsamt für den Binnenmarkt (Marken, Muster und Modelle) der Europäischen Union die Marke „Gelbe Seiten“ in Deutschland für nichtig erklärt und gelöscht. In den Vereinigten Staaten verwenden zahlreiche Publikationen den Zusatz Yellow Pages. Dort wurden im Jahr 1886 durch Reuben H. Donnelley die „Gelben Seiten“ bzw. Yellow Pages erfunden.

## Deutschland

Warenzeichen der Gelben Seiten in Deutschland

Das Branchenverzeichnis Gelbe Seiten wird von 15 unabhängigen Verlagen in insgesamt 108 Buchbereichen gemeinsam mit der Deutsche Tele Medien GmbH herausgegeben. Zu den größten Verlagsunternehmen zählen Müller Medien, die Heise Gruppe, die Schlütersche Mediengruppe und der Sutter Telefonbuchverlag. Die Gelben Seiten beinhalten Kontaktinformationen über Unternehmen, Selbständige und Freiberufler. Angegeben werden hierbei Adresse, Telefonnummer, Faxnummer, Internetadresse und gegebenenfalls noch weitere Informationen. Die Anordnung erfolgt nach Branchen. In Deutschland existieren ca. 4 Millionen Unternehmenseinträge.
Gelbe Seiten werden als Druckwerk und im Internet veröffentlicht. Bei Letzterem werden die Umkreissuche, ein Auszug des Stadtplans, Links zur Website, Zusatzinformationen, Unternehmensvideos und weitere Merkmale angeboten. Seit Februar 2012 sind auf der Website von Gelbe Seiten auch Bewertungen lokaler Geschäfte (in Partnerschaft mit dem Bewertungsportal golocal.de) möglich. Dafür ist eine Registrierung des Nutzers notwendig.
Darüber hinaus wird eine App für iPhone und Android-Smartphones angeboten. Ebenso gibt es eine SMS-Auskunft: Hierfür wird das gesuchte Schlagwort (z. B. „Restaurant“) per SMS gesendet. Die Antwort wird als Kurznachricht an das Handy zurückgeschickt und enthält mindestens einen Anbieter in der näheren Umgebung.

### Marke
Die Wortmarke Gelbe Seiten wurde 2006 vom Deutschen Patent- und Markenamt gelöscht, da es sich um einen beschreibenden Begriff für Branchenverzeichnisse handelt und damit nicht als Marke schutzfähig ist. 2009 wurde die Löschung trotz gegenteiliger Bestrebungen der Deutschen Telekom Medien GmbH bestätigt. Basierend auf Anträgen von „Arguscompact“ und „Klicktel“, einem Unternehmen der „Telegate-Gruppe“, bescheinigte das Markenamt der Telekom-Tochter ein „bösgläubiges Vorgehen zum Zeitpunkt der Markenanmeldung“, da ihr klar gewesen sein müsse, „dass die Markeneintragung wettbewerbshindernd wirken würde“. Das Verhalten der Anmelderin erscheine daher „als sittenwidrig“. Das Bundespatentgericht entschied im Jahr 2010, dass die Marke nicht gelöscht werden darf und hob damit die Vorentscheidungen auf. Es wurde ausgeführt, dass der Marke zum Eintragungszeitpunkt im Jahre 1998 die erforderliche Unterscheidungskraft nicht fehlte und sie nicht freihaltungsbedürftig war. Die Anmelderin habe nachgewiesen, dass die Marke im Verkehr durchgesetzt war. Von einer Bösgläubigkeit der Anmelderin könne nicht ausgegangen werden.

### Kostenfreie Standardeinträge
Gewerbetreibende können einen Standardeintrag in allen Medien (Buch, Internet, Auskunftsdienste etc.) kostenlos erhalten, sofern sie der Veröffentlichung nicht generell oder in einzelnen Medien widersprochen haben und der jeweilige Telefonanbieter die Daten der Telekom Deutschland GmbH zur Veröffentlichung zur Verfügung stellt.
Ein gesetzlicher Anspruch besteht hierfür aber nicht.
Der kostenfreie Standardeintrag umfasst Grundangaben wie Name, Namenszusätze, akademische Grade, Titel oder Geschäftsbezeichnung, Anschrift, Telefon-, Telefax- und gegebenenfalls Mobilfunknummer. Da die Bücher von Gelbe Seiten Verlagsbücher sind, unterliegen diese den AGB des jeweiligen Verlages. Zusätzliche Angaben wie Öffnungszeiten, Website- und/oder E-Mail-Adressen oder besondere Hervorhebungen können gegen Bezahlung beim Verlag des jeweiligen Buches von Gelbe Seiten bestellt werden. In dem Onlineverzeichnis www.gelbeseiten.de sind kostenfrei auch Ergänzungen möglich, zum Beispiel der Website oder von weiteren Suchworten. Dies ist, obwohl die Website www.gelbeseiten.de alle bundesweiten Einträge enthält, allerdings von Region zu Region unterschiedlich.

### Erscheinungsform und Kosten
Gelbe Seiten sind werbefinanziert und werden in Deutschland in gedruckter Form kostenfrei in Postfilialen und anderen Stellen angeboten. Je nach Region und Infrastruktur werden bestimmte Buchausgaben von Gelbe Seiten direkt in die Haushalte geliefert.

## Österreich
In Österreich werden Gelbe Seiten seit 1991 von Herold Business Data herausgegeben. Sie enthalten nach Branchen geordnet Kontaktinformationen zu 340.000 Unternehmen sowie zahlreiche Einschaltungen mit Details zu Produkten und Dienstleistungen der jeweiligen Firmen.
Gelbe Seiten gibt es als gedrucktes Nachschlagewerk, im Internet sowie in einer Mobilversion.
Die Website  stellt mehr als 4,1 Millionen Telefonnummern bereit. Zu zahlreichen Firmen werden Unternehmensvideos, 360°-Panoramabilder und Diashows angeboten.

## Schweiz
In der Schweiz ist Gelbe Seiten in den gedruckten Telefonbüchern (unter dem Namen Local Guide) und im Internet sowie auf einer mobilen Applikation verfügbar. In den Verzeichnissen sind alle öffentlichen Einträge der Schweiz (Firmen- & Privateinträge) zu finden. Die Adressangaben bzw. Mutationen erfolgen von allen großen Telekommunikationsanbietern der Schweiz oder von Kunden direkt.